# GoBiGas
GoBiGas (Gothenburg Biomass Gasification Project) är en demonstrationsanläggning i Göteborg som är byggd för att producerade förnyelsebar biogas genom förgasning av biobränslen. Anläggningen är dimensionerad för att producera 20 MW biogas. I full produktion har den möjlighet att leverera 160 GWh årligen, vilket motsvarar drivmedel till 16 000 bilar. Anläggningen invigdes i mars 2014 och levererade i december 2014 den första biogasen till det svenska stamnätet för naturgas. Demonstrationsanläggningen var en del i den större ambitionen att efter demonstration av tekniken bygga en anläggning av kommersiell storlek (80-100 MW) som skulle drivas parallellt med demonstrationsanläggningen. Ägare till anläggningen är kommunala Göteborg Energi.
Anläggningen lades i malpåse i april 2018, vilket betyder att anläggningen är tömd på vätskor och katalysatorer, samt att det sker ett kontinuerligt underhåll som gör att anläggningen kan startas igen inom 6 månader. Under perioden anläggningen var i drift uppnåddes målen med demonstrationen , men vid den tidpunkten fanns inte de ekonomiska förutsättningar att gå från demonstration till en fortsatt kommersiell drift. Demonstrationen kostade Göteborg Energi och Energimyndigheten totalt 1561 miljoner kronor.

## Teknik och anläggning
Att genom förgasning av biobränslen producera biogas av naturgaskvalitet är en relativt oprövad teknik och helt unikt  i GoBiGas storleksomfattning. Tekniken bygger på de två separata processerna förgasning och metanisering, som integreras med varandra för att i så stor utsträckning som möjligt kunna ta tillvara energi, minska avloppsflöden och restprodukter samt kunna samnyttja servicesystem. I första processen skapas genom indirekt förgasning av biobränslen så kallad syntesgas. Vid metaniseringen renas syntesgasen och omvandlas i de följande processtegen till en biogas av en kvalitet som är jämförbar med naturgas  

Projektet har utvecklats i nära samarbete med Chalmers tekniska högskola som har ansvarat för teknisk utvärdering. Där resultaten för utvärderingen finns publicerade i ett stort antal vetenskapliga artiklar och sammanställt i en rapport . Som en del av GoBiGas satsningen byggdes en förgasare för indirekt förgasning på den befintliga forskningspannan vid Chalmers panncentral. Förgasningen av biobränsle genom indirekt förgasning som används i den pannan är samma teknik som används i GoBiGas-anläggningen.
Råvaran som används för att producera biogas är spill från skogsbruk, grot, men under uppstartsfasen användes träpellets.  
Anläggningen består av bland annat
- 5000 m3 betong, 800 ton armeringsjärn och 1300 ton konstruktionsstål.
- 25 km rör och 90 km kablar
- 130 pumpar, kompressorer, fläktar, transportband
- 200 skorstenar, värmeväxlare, tankar
- 2500 instrument
- 650 ventiler

Anläggningen hade en total investeringsbudget på 1,6 miljarder kronor, vilket inkluderade ett bidrag på 222 miljoner från Energimyndigheten. 
Huvudleverantörer till anläggningen är framförallt fyra multinationella teknikleverantörer som är världsledande inom området. Valmet och Repotec levererar förgasningsdelen av anläggningen och teknik kopplat till detta. För metaniserings- och gasrensningsdelen ansvarar det danska företaget Haldor Topsøe. Även Jacobs Process är inblandade och omvandlar Haldor Topsøes teknik till en färdig anläggning tillsammans med hjälpsystem och byggnader.

## Beskrivning av tidsplan
- 2005 Göteborg Energi påbörjade en inledande förstudie avseende möjligheter med förgasning.[7]
- 2007 Fördjupade studier av olika förgasningstekniker genomfördes. Valet föll på indirekt förgasning, baserat på bland annat prestanda och driftsäkerhet.

Även närheten till Chalmers Tekniska Högskola där forskning inom förgasningsteknik pågår är en fördel. Göteborg Energi finansierade en forskningsanläggning vid Chalmers. Anläggningen fokuserar på utveckling av teknik inom förgasning som kan användas inom kraftvärmeproduktion och fordonsbränsleframställning.
- 2008 Göteborg Energi och Eon Sverige tecknade ett samarbetsavtal, där företagen gemensamt ämnar utveckla GoBiGas.
- 2009 Etapp 1 av GoBiGas valdes som ett av totalt fem projekt som fick bidrag av Energimyndigheten.
- 2011 Byggstart för GoBiGas.
- 2014 GoBiGas etapp 1 invigdes.[9]
- 2015 Göteborg Energis styrelse beslutar att stoppa planerna för en efterföljande kommersiell anläggning [3].
- 2018 GoBiGas anläggningen läggs i malpåse [3].

## Kritik
Projektet GoBiGas har kritiserats för skenande kostnader.. De första uppskattningarna för kostnaden för projektet som presenterades för kommunfullmäktige runt 2008 var kring 750 miljoner kronor. Osäkerheten i dessa uppskattningar var stor då det inte fanns några andra referensprojekt i världen. När underlaget för investeringsbeslut för projektet presenterades för Göteborg Energis styrelse, som är en politisk styrelse med en partipolitisk representation som är proportionell mot mandaten i kommunfullmäktige, var den uppskattade totala kostnaden för projektet 1300 miljoner kronor. En uppskattning som justerades innan byggstart 2011 till 1600 miljoner kronor, vilket även var den slutliga budget för projektet som Göteborg Energis styrelse enhälligt fattade beslut att godkänna . Av dessa 1600 miljoner kronorna ingår ett bidrag från Energimyndigheten på 222 miljoner kronor. Genom att biogasmarknaden inte utvecklades som man förutsåg när man initierade projektet, så blev det inte möjligt att gå från demonstration till kommersiell produktion. Den stora frågan som kom upp, i och med att det inte blev någon kommersialisering, var kopplat till vilken risk för teknisk utveckling ett kommunala bolag ska få lov att ta, och vem ska ta risken för denna typ av teknisk utveckling. Framförallt Skattebetalarnas förening kritiserade projektet hårt. De menade att det kommunala självstyre i kombination med utjämningssystemet gör att kommunalpolitiker kan slösa då de blir räddade av pengar från staten.